# 2004 في تونس
فيما يلي قوائم الأحداث التي وقعت خلال عام 2004 في تونس.

## أحداث
- 24 أكتوبر – الانتخابات التشريعية التونسية 2004

## رياضة
- 1 يناير – كأس الأمم الأفريقية لكرة القدم 2004

## أفلام
من الأفلام التي صدرت هذه السنة في تونس:
- 1 يناير – الأمير من إخراج محمد الزرن.
- 1 يناير – باب العرش
- 1 يناير – دار الناس
- 1 يناير – فيزا من إخراج إبراهيم اللطيف.
- 1 يناير – هي وهو من إخراج إلياس بكار.

## وفيات

### يناير
- 1 يناير – المنذر بن عمار (مواليد 1917)

### فبراير
- 7 فبراير – صفية فرحات (مواليد 1924) رسامة تونسية.

### مايو
- 8 مايو – رضا القلعي (مواليد 1931) موسيقي تونسي.

### سبتمبر
- 5 سبتمبر – بول صباغ (مواليد 1919)

### نوفمبر
- 7 نوفمبر – سارج عدة (مواليد 1948) رجل أعمال فرنسي.

### ديسمبر
- 16 ديسمبر – محمود المسعدي (مواليد 1911) كاتب تونسي.